# 羅茲克維特
47°7′7″N 30°36′39″E / 47.11861°N 30.61083°E

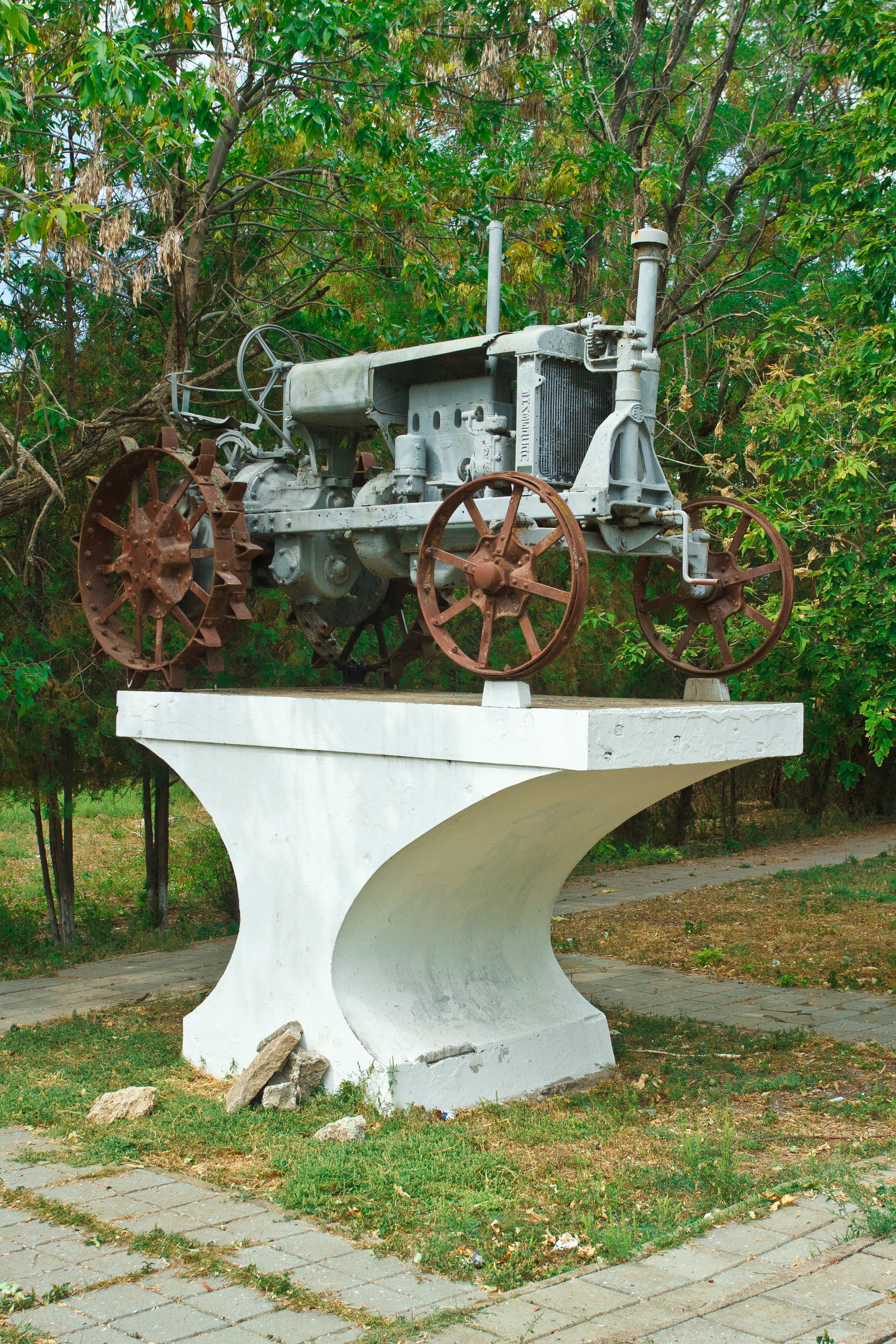

羅茲克維特（烏克蘭語：Розквіт）是位於烏克蘭西南部的村莊，由敖德萨州贝雷济夫卡区的羅茲克維特市鎮負責管轄，並為該市鎮的行政中心。該村始建於1982年，面積1.84平方公里，海拔高度118米，2001年人口1,050，人口密度每平方公里570.03人。